# Błoto (Niepołomice)
Błoto – dawna osada leśna, a dziś część osiedla Piaski w Niepołomicach, położona w jego południowo-wschodniej części. Pod względem historycznym jest częścią Sitowca, od którego oddalone jest około 1,5 km na południe.
Osiedle Błoto sąsiaduje z należącym do wsi Dąbrowa w gminie Kłaj przysiółkiem Błoto.